# Csóka (madár)
A csóka (Coloeus monedula) a madarak (Aves) osztályának verébalakúak (Passeriformes) rendjébe, ezen belül a varjúfélék (Corvidae) családjába tartozó faj. Nevezik kéményseprő madárnak is. Az előfordulási területe Európa szinte egésze, Ázsia nyugati fele, valamint Észak-Afrika nyugati csücske.
Állományai nem költöző madarak, de az északi területeken élők télen mégis délebbre húzódnak. Manapság négy alfaja ismert, ezeket a fejükön és a tarkójukon levő eltérő árnyalatú tollazatról lehet megkülönböztetni. Legelőször Carl von Linné svéd természettudós, orvos és botanikus írta le, illetve nevezte meg ezt a madárfajt. Linné a Corvus monedula tudományos nevet adta a madárnak. Az újabb DNS-vizsgálatok bebizonyították, hogy a csókának a legközelebbi rokona a kelet-ázsiai örvös csóka (Coloeus dauuricus); e két madár pedig az egykoron egységes Corvus madárnemnek az egyik korai elágazását képviselték. Korábbi elképzelések szerint - elképzelések melyek később tényekké váltak - e két csóka annyira különbözik a többi Corvus-fajtól, hogy nekik egy külön nemet, a Coloeust kéne megalkotni – újabban az alnemként használt taxont önálló nemi szintre emelték. Angol nyelvterületeken ezt a madarat jackdaw-nak nevezik; a jack = „kicsi”, míg a daw = „csóka” az óangol nyelvben.
A szárny fesztávolsága 34–39 centiméter. A tollazata majdnem teljesen fekete, kivéve a tarkóját, mely szürke színű. A szivárványhártyája jellegzetes világosszürke. A csóka társas és zajos madár. Kis csapatain belül jól meghatározott és komplex ranglétra van. Természetes élőhelye a ritkás erdők és a tengerparti sziklák, azonban igen jól alkalmazkodott a farmokhoz és a városi élethez is. Opportunista mindenevő, mely minden alkalmat kihasznál táplálékának megszerzéséhez. Étlapját főleg növényi eredetű táplálék, valamint rovarok és egyéb gerinctelenek alkotják, azonban ha alkalma adódik, akkor a döghúst és az ember által hagyott hulladékot sem veti meg. Monogám párkapcsolatban él, azaz a párt alkotó madarak hűek maradnak egymáshoz, egészen egyikük pusztulásáig. A fészek egyszerű, csak néhány ágacskából áll; a fészket faodúba, sziklamélyedésbe vagy épületre rakja. A fészekaljban általában öt darab, barnán pettyezett, világoskék vagy kékeszöld színű tojás van. A tojásokat a tojó költi ki. A kis csókák körülbelül 4-5 hetesen válnak röpképessé. A Természetvédelmi Világszövetség (IUCN) Vörös Listáján nem fenyegetett állatfajként szerepel, de élettere szűkül, hiszen Tunéziából és Máltáról is kipusztult.

## Nevének eredete
A csóka egyik olyan madár, ami azon élőlények közé tartozik, melyeket Carl von Linné svéd természettudós, orvos és botanikus a „Systema Naturae” című művében írt le még a 18. században. Mivel az a hiedelem járta, hogy a csóka szívesen felszedegeti a fényes pénzérméket, Linné a madár fajnevét e tárgyakról adta, azaz Corvus monedula. A mǒnēdŭla szó a latin moneta szóból származik, melynek magyar jelentése: „pénz” vagy „érme”. A nemének neve, a Corvus a varjakhoz és hollókhoz való rokonságára utal. 1829-ben Johann Jakob Kaup német természettudós megalkotta a Coloeus taxont, melyet nemi szintnek szánt; ez a szó az ógörög nyelvben: koloios = csóka. Azonban 2011-ig ez a taxon csak alnemi szinten volt elfogadva; ide pedig csak az eurázsiai csóka és az örvös csóka sorolható.

## Rendszertani besorolás
Egy 2000-es tanulmány szerint a szóban forgó madár és a többi Corvus-faj között nagyobb a genetikai különbség, mint a nem más tagjai között. Ennek a tanulmánynak a hatására 2005-ben Pamela Cecile Rasmussen, amerikai ornitológus a „Birds of South Asia: The Ripley Guide” című művében Kaupot követve visszaállította a Coloeus taxont nemi szintre. Rasmussen újrarendszerezését 1982-ben megelőzte egy másik ornitológus, a német Hans Edmund Wolters. A 2007-ben végzett DNS-vizsgálat, melynek keretében néhány Corvus-faj mitokondriumának egy bizonyos részét kutatták egy pontosabb családfa megalkotásának érdekében; arra az eredményre jutott, hogy a csóka és a kelet-ázsiai örvös csóka nagyon közeli rokonai egymásnak és ketten a Corvus nemen belül egy külön bazális, azaz alapi kládot alkotnak. Ennek következtében az Ornitológusok Nemzetközi Kongresszusa (International Ornithological Congress) hivatalosan felvette a listájára a Coloeus monedula és Coloeus dauuricus taxonokat. Az Altaj-hegységből, Szibéria déli részéről és Mongóliából csóka hibridekről szóló beszámolók érkeztek; tehát a két Coloeus sikeresen kereszteződik egymással. Habár a hibridizációra képesek, a mitokondriális DNS-vizsgálatok - melyhez a mintát mindkét madárnak a fő előfordulási területéről vettek - azt mutatják, hogy két különböző fajról van szó.

## Előfordulása

██ = a csóka élőhelye, telelőhelye, költőhelye
██ = csak nyáron tartózkodik a területen
██ = telelőhelyek

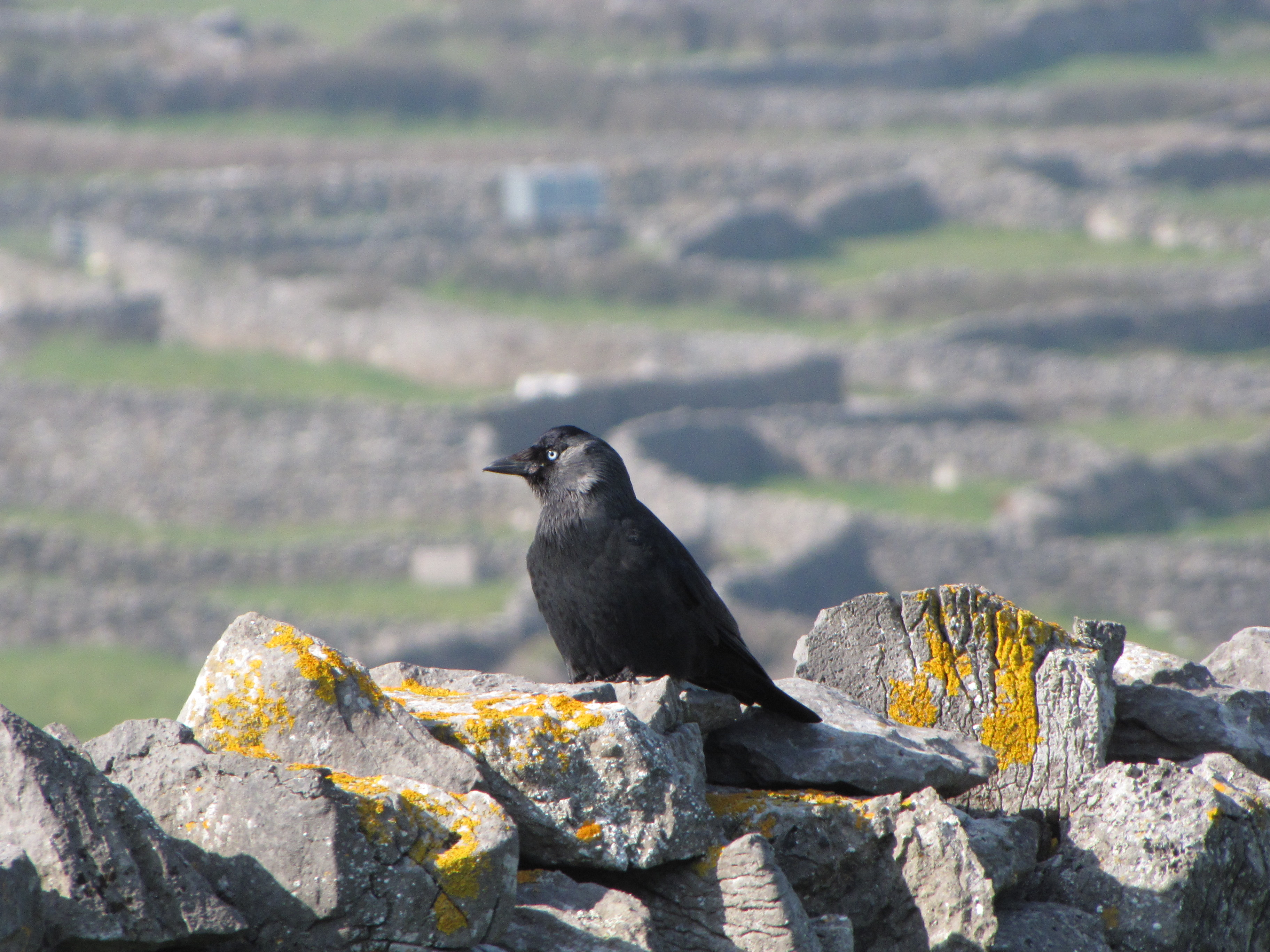
Csóka Inis Oírr szigetén

A csóka előfordulási területe Afrika északnyugati részei, egész Európa – kivéve e kontinens legészakibb részeit –, valamint Közép-Ázsia, egészen a Himalája keleti feléig és a Bajkál-tóig. Az ázsiai állományok fő elterjedési területei Törökország, a Kaukázus régió, Irak, Irán, Afganisztán, Pakisztán és Északnyugat-India. Máltáról és Tunéziából kihalt. Az elterjedési területe hatalmas, körülbelül 1-10 millió négyzetkilométer közöttire becsülik. A globális állománya is nagy, csak az európai állományt 15,6-45 millió példányra teszik. A Brit-szigeteken végzett több éves madárszámlálások azt mutatják, hogy az 1970-es évek és 2010 között a csókák egyedszáma nagyon megnőtt; bár ez azt is jelentheti, hogy a csókák állománya csak éppen visszaállt a természetes méretére, hiszen korábban kártevőnek tekintve, ipari mértékben pusztították a fajt. 1998-ban az Egyesült Királyságban becslések szerint 2,5 millió csóka létezett, míg 1970-ben csak 780 ezer példány élt.
A legtöbb csóka nem költöző madár, azaz nem vándorol el télen sem, viszont az északi és keleti állományoknál megfigyelhetőek időszakos vonulások. E peremvidéki csókák a megszokott területekről elköltöznek szeptember és november között, és majd visszatérnek februárban és kora májusban. A keleti madár elterjedése nyáron az oroszországi Szibériába is belenyúlik, míg télen kivonul onnan. A Feröer-szigeteken igen ritka, főleg télen és tavasszal, azonban néha Izlandra is eljut. Téli gyülekezőhelyeik vannak Kazahsztán északnyugati részén, az úgynevezett Urál völgyében, a Kaszpi-tenger északi partjain, valamint Nyugat-Kínában a Tien-sanban. Szintén télen megtalálhatók a nyugat-pakisztáni Kvetta völgyben. Libanonban ritkán látják télen, az elsőt 1962-ben jegyezték fel. Szíriában ritka vendég, viszont néhány költőpár ott is van. A legkeletibb alfaj, a C. m. soemmerringii Dél-Szibéria középső részén és Északnyugat-Kínában is előfordul. Néha a Japánhoz tartozó Hokkaidó szigetre is elrepül. Néhány csóka Észak-Amerika északkeleti partjára is eljutott, úgyhogy az 1980-években Kanada atlanti partjától egészen az Amerikai Egyesült Államokbeli Pennsylvaniáig megtalálhatók voltak. Ritka kóborló még a Gibraltáron, Mauritániában és a Saint-Pierre és Miquelon nevű szigetcsoporton. Egyiptomban eddig csak egyszer figyelték meg.

## Alfajai
A csókának négy elismert alfaja van. Az összes európai alfaj, kereszteződések és az átmeneti állományok miatt elveszti genetikai különbségét a határterületeken. Például a C. m. monedula beleolvad a C. m. soemmerringii alfajba, Finnországtól kezdve, dél felé haladva a Baltikumon át, keleten Lengyelország keresztül, egészen Romániáig és Horvátországig.
- Coloeus monedula cirtensis (Rothschild és Hartert, 1912) - Afrika északi és nyugati területein élt, illetve még él; mivel manapság már csak Marokkóban és Algériában található meg, Tunéziából kihalt.[28] Az alfaj a nevét, a cirtensis-t az ókori numidiai Cirta városról kapta. A tollazata a többi alfajtól eltérően egyszínűbb, sötét szürke; a világosabb tarkója kevésbé feltűnő.[14]
- Coloeus monedula monedula (Linnaeus, 1758) - ez a törzsalfaj. Az elterjedési területe Európa keleti felén van, vagyis Skandináviában Finnország déli részétől a dániai Esbjergig és Haderslevig, továbbá Németország keleti fele és az egész Lengyelország, délfelé pedig Közép-Európán keresztül, délen Szlovéniáig, Szerbia északi részéig, azaz a Vajdaság Autonóm Tartományig, keletre a Romániában is megtalálható Kárpátokig tart.[28] Norvégia délkeleti részein, Svédország déli felén, valamint Dánia északi és keleti részein is költ, azonban télen ezek a példányok néha Angliába és Franciaországba vonulnak. Spanyolországban ritka vendégnek számít.[29] A tarkója és nyakának oldalai világosak. Sötét torkát kisebb-nagyobb mértékben világosabb szürke sáv veszi körül.[14]
- Coloeus monedula soemmerringii (Fischer, 1811) - az előfordulási területe Európa északkeleti része, valamint Észak- és Közép-Ázsia, Oroszországtól egészen a Bajkál-tóig és Mongólia északnyugati részéig. Az elterjedésének déli határát keletről nyugatra haladva: a Himalája keleti fele, Izrael, Törökország, Dél-Románia és Szerbia alkotják.[28] A telet Iránban és az indiai Kasmír régióban tölti.[10] 1811-ben Johann Fischer von Waldheim, Corvus soemmerringii név alatt, önálló fajként írta le a madarat; ő e madár és az európai csóka közötti különbségekre hivatkozott.[30] A soemmerringii akkor fajnevet, manapság alfajnevet Samuel Thomas von Sömmerring, német tudósról, anatómusról adta.[31] A nagyjából ázsiai madárnak a tarkója és nyakának oldalai világosabbak; emiatt szembetűnő különbség keletkezik e világos testrészek és a többi fekete tollazat között.[14]
- Coloeus monedula spermologus (Vieillot, 1817) - a csókának ez a nyugat- és közép-európai alfaja. A legfőbb előfordulási területei a Brit-szigetek, Hollandia, a Rajna-vidék, Nyugat-Svájc, Olaszország és az Ibériai-félsziget. A C. m. cirtensis mellett Marokkóban is megtalálható.[28] További állományai a Kanári-szigeteken és Korzikán találhatók. Az alfajnév, a spermologus a görög nyelvből származik, jelentése: „a magokat szedegető”.[32] Az alfajok közül ez a legsötétebb; míg a többieknek a szürke tarkóját - egészben vagy részben - fehéres csík veszi körül, a C. m. spermologus-nál ez teljesen hiányzik.[14]

## Megjelenése

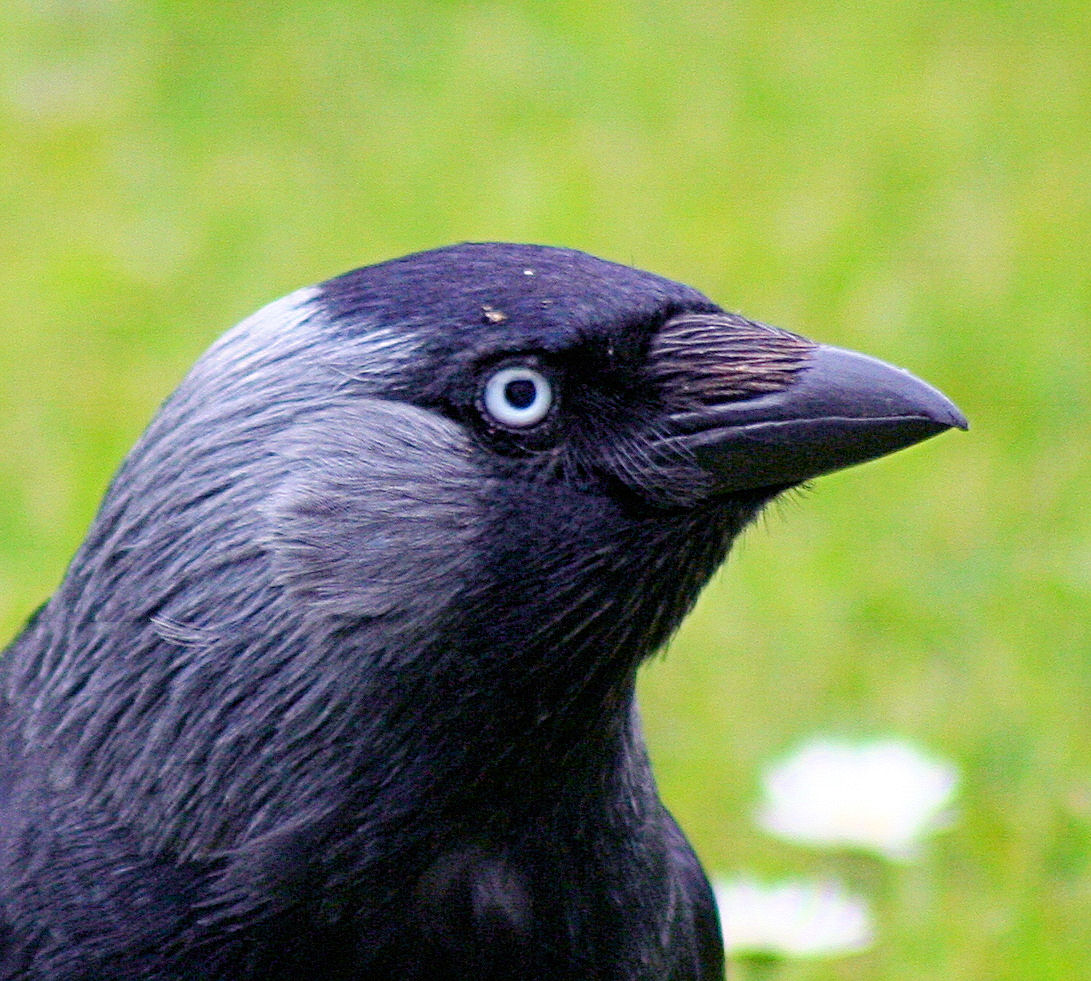
Felnőtt C. m. spermologus, Dornoch, Skócia. A kemény szőrszerű tollsörték a csőrön

A 34-39 centiméteres hosszával az eurázsiai csóka a második legkisebb madár a Corvus nemben, a legkisebb a közeli rokona, az örvös csóka 32 centiméteres testhosszúsággal. Tollazatának legnagyobb része fényesen fekete, lilás (a monedula és a spermologus alfajok esetében), illetve kékes árnyalatú (a cirtensis és a soemmerringii alfajok esetében) fejtetővel, azaz koronával, homlokkal és másodlagos tollakkal. A torok, az elsődleges tollak, valamint a farktollak zöldeskéken fényezettek. A pofájának oldala, a tarkója és a nyakának oldala, alfajtól függően a világosszürkétől az ezüstös szürkéig változik; a begyi és hasi részek palaszürkék. Lába és rövid, tömzsi csőre fekete színű. A csőr akkora, mint - csőr nélkül - a fejhossz 75%-a. A felső csőrkávának a 40%-át, míg az alsó csőrkávának a 25%-át keményebb, szőrzetszerű tollsörték borítják. A felnőtt madár szivárványhártyája (iris) szürkés vagy ezüstös fehér, míg a fiatalé világoskék színű. Egyévesen kezd ezüstössé válni, de azelőtt előbb barnásra vált. A két nem között nincsen nemi kétalakúság, azaz a két különböző nemű példány ugyanúgy néz ki. A kivételt a hímeknél a fejtetőn és a tarkón levő tollak képezik, melyek az idő haladtával, főleg a vedlés közeledtekor kopottá válnak. Előfordulási területének nyugati felén teljes vedlésen megy keresztül, június és szeptember között, míg ez a vedlés keleten egy hónappal később történik meg. Mindjárt vedlés után a fejtető lilás árnyalata élénkebbnek hat.
A fiatal példány tollszínei kevésbé olyan élénkek, mint a felnőtt esetében; a világos és sötét testrészek között elmosódott a határ. A feje nem teljesen fekete, hanem csak barnás-feketés, halvány zöldes árnyalattal. E tollak töve barna színű. A tarkója és nyakának oldalai sötétszürkék, a begyi és hasi tájéka szürkés-feketés. A farktollai vékonyabbak és zöldes árnyalatúak.
Csak igen kismértékű a testméret különbség a különböző előfordulási területeken levő madarak között. Az alfajokat főleg a szürke tarkójuk tövét szegélyező fehér csíkról vagy annak hiányáról lehet megkülönböztetni. További megkülönböztető jelek a tarkó színe és a begynek az árnyalata. A közép-ázsiai állománynak hosszabb szárnyai, míg a nyugati állományoknak vaskosabb csőrük van. A testtoll árnyalata sötétebb az északi területeken, a hegységekben és a nedves vidékeken, míg egyéb helyeken világosabb. A különböző korú példányok között - főleg vedlés előtt -, nagyobb mértékű lehet a különbség, mint az ugyanolyan korú, de más élőhelyeken levő madarak között.
Ügyesen repül, olykor röptében szorosan manőverezik, bukfencezik vagy éppen siklik. Jellegzetes verdeső-sikló repülése van, bár ez a vándorlások idején kevésbé vehető észre. A szélcsatornában végzett kísérletek azt mutatták, hogy másodpercenként 6-11 métert tud siklani és a sebességnövekedésével a szárnyfesztávolság csökken, azaz a csóka összébb húzza szárnyait. A talajon felmagasodó testtartása van. Rövid lábai miatt kénytelen gyorsabban járni. Táplálkozás közben fejét lefelé vagy vízszintesen tartja.
Az előfordulási területén aligha lehet valamivel összetéveszteni a csókát. A rövid csőre és a szürke tarkója jól megkülönbözteti a többi varjúfélétől. Távolról talán a vetési varjúval (Corvus frugilegus), míg röptében a galambbal (Columba livia) vagy a havasi csókával (Pyrrhocorax graculus) lehet összetéveszteni. A repülő csóka egyik fő megkülönböztető jele a többi varjúfélével szemben, a kis mérete; továbbá a gyorsabb és mélyebb szárnyverései és a kevésbé „ujjazott” - sok varjúfélénél az evezőtollak repülés közben ujjszerűen szétválnak - szárnyvégei. Más varjaktól eltérően a csókának rövidebb és testéhez képest vaskosabb nyaka van; csőre is rövidebb és amikor csapatban repül, a különböző példányok szorosabban állnak egymáshoz, mint más rokonfajok esetében. A hozzá hasonló havasi csókától és havasi varjútól (Pyrrhocorax pyrrhocorax) az egyformán szürke szárny alsó/belső fele, valamint a fekete csőre és lábai különböztetik meg, hiszen a két havasi faj csőre és lábai sárgák és vörösek. Az eurázsiai csóka méretben, testalkatban, viselkedésben és a hangkiadások szempontjából igen hasonlít az örvös csókára; egyébként kettejük egyes előfordulási területe fedi egymást. Ezeknek ellenére a két madarat nemigen lehet összetéveszteni, hiszen az örvös csóka tarka: a torkától a begyéig, valamint a vállai és a tarkója alatt krémfehér, széles sávozás látható; a feje, torka, szárnyai és farktollai fényesen feketék, míg a fültájéka világosabb szürke. Mindkét fajnak a fiatalja sötét tollazatú és szemszínű, tehát nagyjából csak ekkor téveszthetők össze. Fiatal korukban az örvös csóka az eurázsiai csókánál is sötétebb, valamint a tarkója nem válik ki annyira tollazatának többi részétől.

### Hangja
A csóka igen zajos madárfaj. A legjellemzőbb hangja, melyet inkább röptében hallat, a fémes és csattogó, egyfajta döcögő „csje” hang, míg máskor keményebb „csjakl”, elnyújtott „kjaar” és valamivel durvább „csreh” hangot is hallat. Ezek a találkozások vagy üdvözlések hangja. A fiatalokat táplálkozáshoz hívogató, vagy amikor egy hím nászajándékot ad a párjának, a kiadott hang, körülbelül így szólhat: „kiáá” vagy „kióó”. Amikor visszafelel vagy táplálékért könyörög a hímnek, akkor a hangjai hosszabbak, nyújtottabbak: „kiééj”, „tcsééjk” vagy „giééé”. Amikor este nyugovóra térnek, a csapat madarai előbb hangos csattogó „beszélgetést” folytatnak. Veszély esetén a csóka hangja mély, hosszadalmas vészkiáltás, mely körülbelül így szól: „érrr” vagy „kááárrr”. Ezt a varjakra jellemző „kááárrr” hangot főleg akkor hallatják, amikor ragadozó madarat látnak vagy azt piszkálják, míg az el nem távozik. Az egyhetes fiókák puha csipogást hallatnak. De amint nőni kezdenek a csipogásaik egyre erősebbé válnak, ami 18 naposan erős csikorgásba torkollik. A röpképes fiatal hangja ennél mélyebb és puhábbra vált. Körülbelül már 25 naposan ha veszélyt, vagy új, ismeretlen zajt észlel, akkor elnémul. A csóka azon kevés madarak egyike, melyet emberi hangok utánzására lehet megtanítani, illetve ezt saját magától is megteszi. A szótára azonban csak néhány szóra vagy mondatra korlátozódik.

## Életmódja

### Élőhelye
Ez a madárfaj egyaránt kedveli a fákkal rendelkező sztyeppéket, legelőket, kultúrtájakat, tengerparti sziklákat és a városokat. A számuk akkor nő a legjobban, mikor az ember egy helyről kivágja a fák többségét, nyíltteret teremtve helyébe. Ha olyan emberközeli helyet talál, ahol nem zavarják, akkor fészket rakhat kéményre vagy szellőzőjáratokba is. A kéményeken előszeretettel párban üldögél, ezért nevezik kéményseprőmadárnak is. A legfőbb előfordulási helyei a vegyes fás, épületes és nyílt térségekkel rendelkező területek. A túlságosan nyitott élőhelyeket a vetési varjúnak, míg az erdősebb részeket a szajkónak (Garrulus glandarius) engedi át. Más varjúfélékhez hasonlóan, mint például a vetési varjú, a holló (Corvus corax) és a dolmányos varjú (Corvus cornix), egyes csóka is a városi parkokban tölti a telet. Varsó három parkjában, október és december között a csókák száma rohamosan meg szokott emelkedni; feltehetően azért, mert az észak-európai példányok közül sokan itt telelnek. Szintén Varsóban az 1977-től egészen 2003-ig gyűjtött adatok azt mutatják, hogy a csókaállomány megnégyszereződött. Ennek a létszám-növekedésnek az oka még nem ismert pontosan, azonban közrejátszhat az is, hogy a helységben a vetési varjak száma megcsappant. Továbbá az is lehet, hogy két madárfaj egyszerűen helyet cserélt, hiszen egyre több vetési varjú tölti a telet Fehéroroszországban; talán elkergetve onnan a csókákat.

### Viselkedése

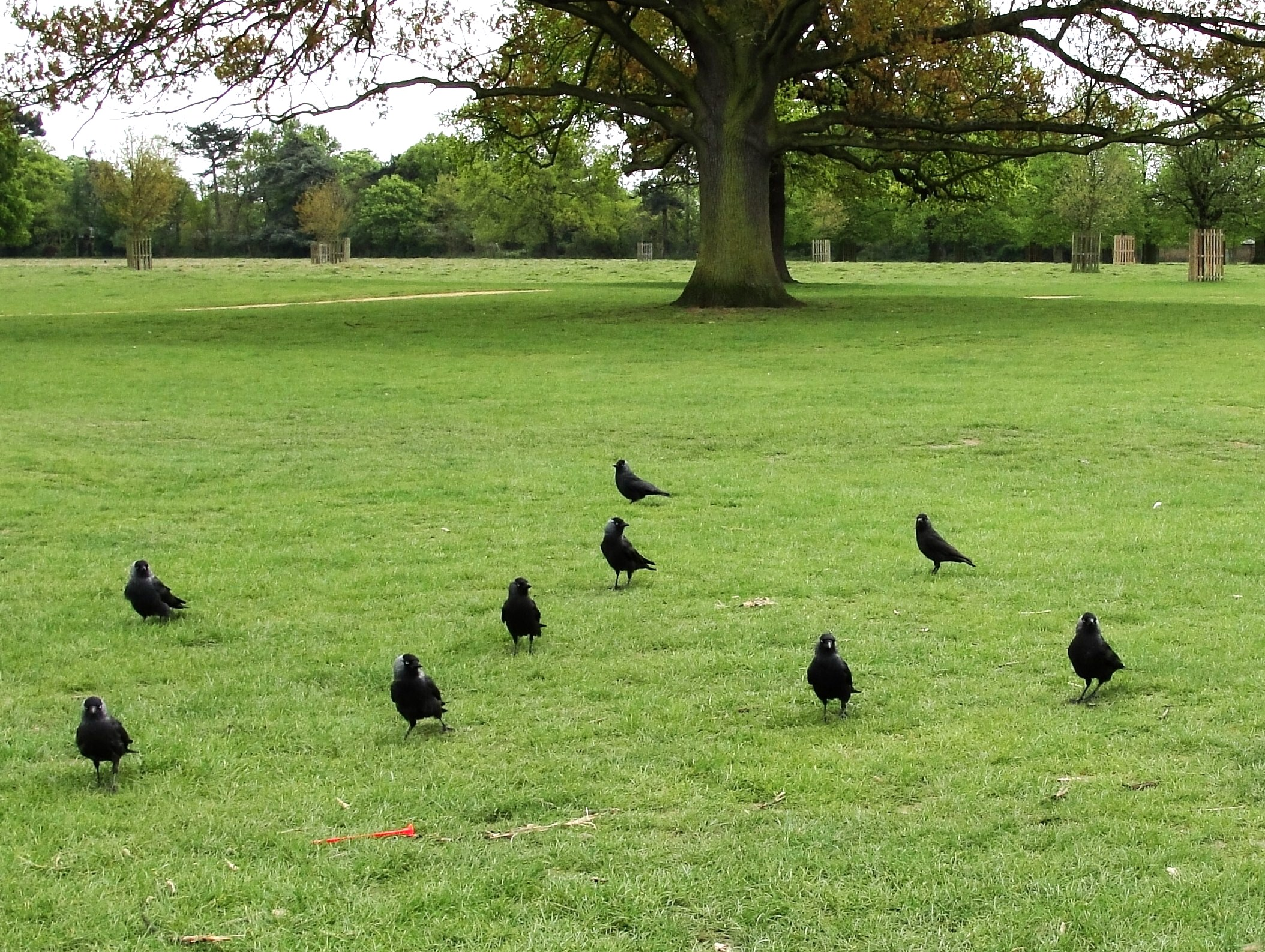
Egy csapat csóka (Bushy Park, London)

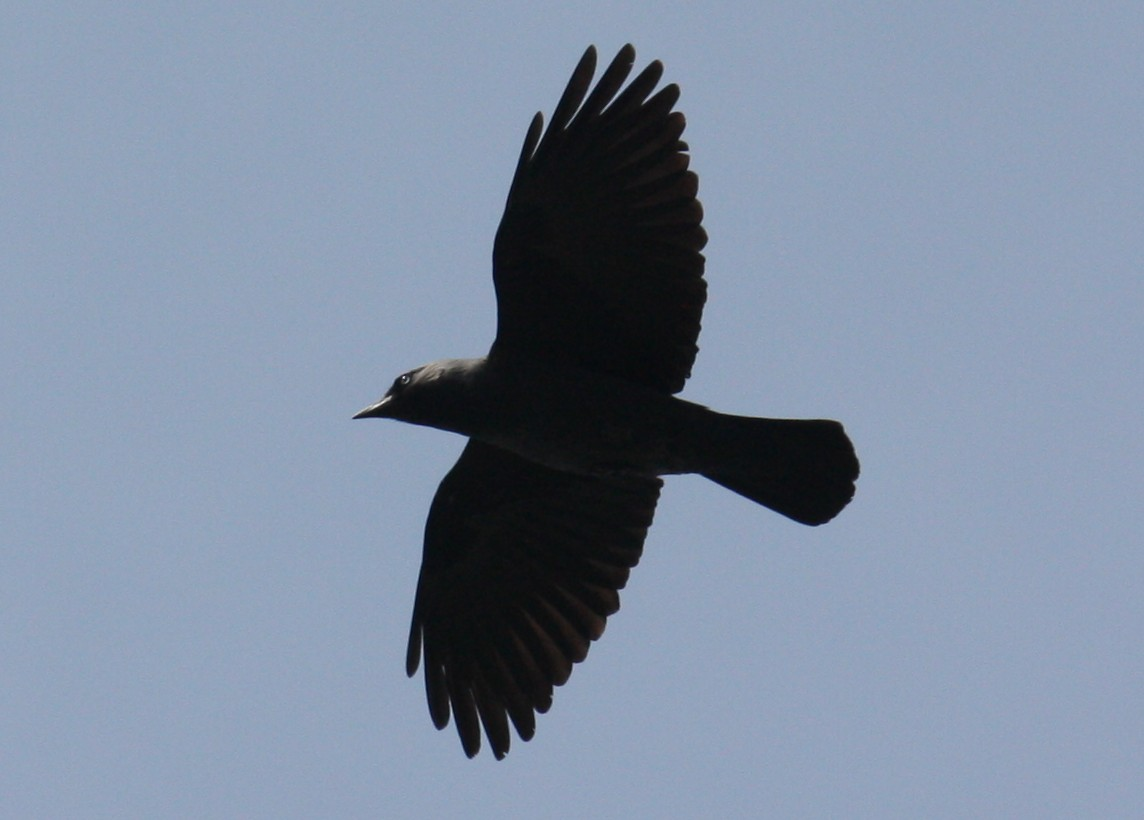
Szálló csóka

A csókák az erdőkben és a vidéki területeken óvatosak az emberrel szemben, a városokban ha nem zavarják őket, akkor szelídek lesznek. A szarkákhoz (Pica pica) hasonlóan a csókák is érdeklődnek a fényes tárgyak iránt. John Gay a Koldusopera című művében: „egy kapzsi ember, mint egy csóka, ellopja, amit ő soha nem élvezhetett, csakis azért, hogy elrejthesse”. Tobias Smollett „Humphry Clinker kalandozásai” (The Expedition of Humphry Clinker) című regényében a gyilkos karaktert így jellemzi: „Ő hálátlan, mint egy disznó, kapzsi, mint egy keselyű, és lopós, mint egy csóka.”
Csapatokba verődő madárfaj, bár a csapatok mérete változó. A hím és tojó életre szóló párkapcsolatban él, ezt a csapatokon belül is betartják és mindig egymáshoz közel repülnek, vagy egymás mellett pihennek. A csapatok egyedszáma ősszel megnő, mivel esténként egyes alvó helyekre akár több, különböző csapat is összegyűlhet. Ezek a csapatok több ezer példányt is számlálhatnak. A svédországi Uppsala nevű városban egy ilyen áttelelő-pihenő helyen akár 40 000 csókát is megszámoltak; eme óriás csapaton belül is a párokat alkotó madarak egymás mellett ültek. A csóka gyakran társul a dolmányos varjúval és a vetési varjúval; az utóbbival főleg a vándorlások és az esti pihenések idején. Anglia északnyugati részen megfigyelték, amint a seregélyekkel (Sturnus vulgaris), bíbicekkel (Vanellus vanellus) és viharsirályokkal (Larus canus) együtt keresi meg a táplálékát. A csóka csapataira főleg a Feldegg-sólyom (Falco biarmicus) vadászik; ez a ragadozó madár párban támad a csókákra. Annak ellenére, hogy a ragadozó párnak jól egyeztetett stratégiái vannak, ha eléggé nagy a csókacsapat, a sólymok vadászata gyakran sikertelen. A csókacsapatok olykor náluk nagyobb madarakat, mint például szarkákat, hollókat vagy akár dögkeselyűket (Neophron percnopterus) is piszkálhatnak, illetve elkergethetnek területükről. Az ellenségek elriasztásához az egyik csóka vészjelzést ad fajtársainak, amelyek erre összegyűlnek és elkergetik a betolakodót. Csapatokban élnek és megfigyelték, hogy, ha közülük az egyik megsebesül vagy megbetegszik, akkor fajtársai halálra csípik.
Konrad Lorenz, osztrák zoológus, ornitológus, az úgynevezett klasszikus összehasonlító magatartáskutatás úttörője, illetve a modern etológia egyik megalapítója a „Salamon király gyűrűje” (King Solomon's Ring) című könyvében az ausztriai altenbergi háza környékén elemezte a csókák közötti komplex szociális kapcsolatokat. Ennek érdekében a madarakat meggyűrűzte és bezárta őket egy ketrecbe, hogy megakadályozza az éves vándorlásukat. Úgy találta, hogy a csókák egy lineáris hierarchikus társadalmi rendszer szerint élnek, a magasabb rangú madarak uralkodnak az alacsonyabb rangú madarakon, az egy párt alkotó madarak azonos társadalmi ranglétrán állnak. A fiatal hímek létrehoznak egy személyes státuszt, mielőtt párt keresnének. A párosodáskor a tojó feltételezi, hogy azonos társadalmi ranglétrán áll a hímmel. A pár nélküli tojó a társadalmi ranglétra legalján áll, és legkésőbb jut hozzá az élelemhez és a menedékhez. Lorenz feljegyzett egy esetet, amikor egy hím távol maradt a dominancia harcoktól és a párkereséstől, amikor visszatért a csapathoz, domináns hím lett, és kiválasztotta a két pár nélküli tojó közül az egyiket, akivel párosodott. Ez a tojó azonnal domináns nősténnyé vált, és ezt mások számára is egyértelművé tette. Lorenz szerint a társas viselkedés legjelentősebb tényezője az egyes csókaállományokban, hogy azonnal és intuitív módon alkalmazzák az új hierarchiai rendszert.

### Társasági élet
A csókaállomány szociális felépítését a kiszorítás, a megfélemlítés és a harc határozza meg – ahogy azt már többen megírták. Csőrét feltartja, majd a csóka a csőrét és a fejét megbillenti úgy, hogy közben a tollazatát lesimítja. Ez jelentheti mind a megbékélést és az öntudatosságot, ezt a testtartást a madár akkor használja, ha belép a már éppen táplálkozó társai közé. A csőr lefelé tartása egy másik gyakran használt túlzó viselkedés. Ilyenkor a csőrét leeresztve, felállítja a fej- és a tarkótollait, továbbá felemeli kissé a szárnyait. A csókák gyakran felveszik ezt a testtartást addig, amíg az egyik vissza nem lép, vagy ha nem, akkor harc következik. A fenyegető testtartás során a madár vízszintesen tartja a testét és a fejét előre szegezi. Ezt fokozni tudja a tolla felborzolásával, farka és szárnya felemelésével. Ez az viselkedés fészkek vagy tojók közelében figyelhető meg. Védekező testtartás során a madár leszegi a fejét és a csőrét, szétterjeszti a farkát és felborzolja a tollait. Kiszorítás az, amikor egy madár átveszi a helyét, és kiszorítja a másik madarat a kakasülőről. A másik madár általában visszavonul, mielőtt harcra kerülne sor. A csóka a harc kezdetén előretolja a lábait, majd az ellenféllel közösen lábaikkal kezdenek el birkózni, miközben megcsipkedik egymást. Eközben a többiek hangosan kiáltoznak.
A csókák a fejtollaik felborzolásával és tarkójuk felfedésével kérik a társukat, hogy segítsen a tollászkodásban. A madarak általában egymás fejét és nyakát tisztogatják. Ezt a viselkedést társtollászkodásnak nevezik és szinte mindig költőpárok között fordul elő.

### Táplálkozása

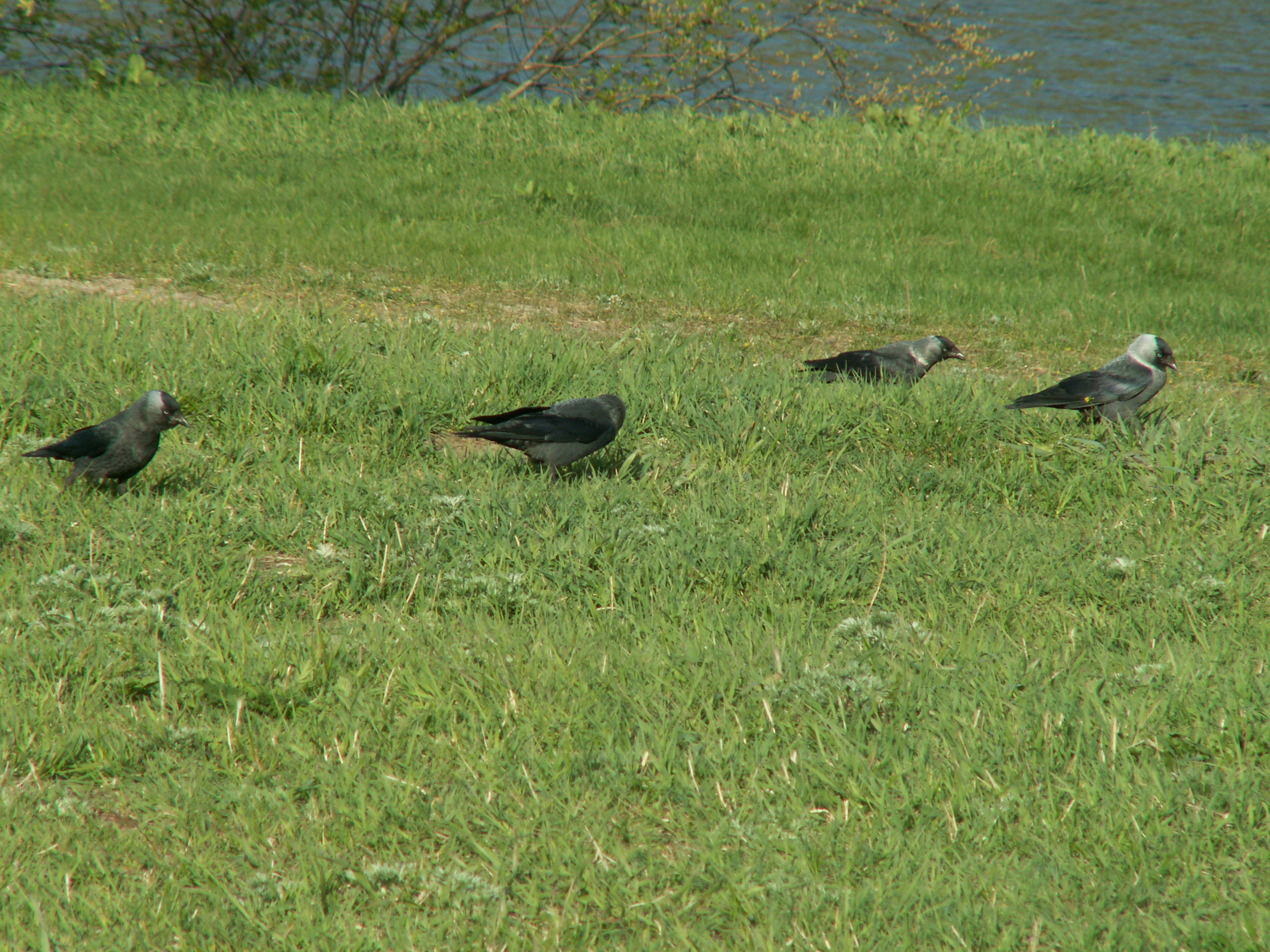
Táplálkozó C. m. soemmerringii alfajbeli csókák Oroszországban

A csóka főleg a nyílt terepeken, ritkábban a fákon keresi táplálékát. A szemétdombokat, szemeteskukákat, utakat és kerteket szintén felkeresi e célból; ezeket főleg reggel, amikor kevesebb ember háborgatja. A különféle táplálékok megszerzéséhez különböző módszerei vannak, mint például: csipegetés, kőforgatás, szétrugdosás, a talaj csőrrel való átvizsgálása, és néha mélyedések kiásása. A szarvasmarha ürülék körül repdeső legyeket főleg az üldöző módszerrel kapja el, e mellett néhány méteres magasságból való zuhanórepülés is sikerrel járhat. A földigiliszta-féléket nem ő maga vájja ki a talajból, hanem a szántó traktorokat és ekéket követve felszedegeti a kifordított állatokat. A csóka gyakran birkák és más növényevő emlősök hátán „lovagol”, megtisztítva eme állatokat a kullancsoktól (Ixodidae), azonban az állatokról gyapjút és másféle szőrszálakat is begyűjt, fészkének kibéleléséhez. Amikor a hangyák királyai és királynői repülnek, a csóka röptükben elkapja őket. Egyéb varjúféléktől eltérően, a csóka több időd tölt kövek és egyéb tárgyak csőrével való felforgatásával. Ezt a táplálékszerzési módszert az egyenesebb és lefelé görbülő csőrvége, valamint a jobb binokuláris látása segíti elő.
Táplálékának többsége nem nagyobb 18 milliméternél, melyet főleg gerinctelen és a talaj felszínén található élőlények alkotnak. Étlapján számos bogár (Coleoptera), mint például a Melolontha nembéli cserebogarak és az ormányosbogár-félék (Curculionidae) lárvái és bábjai szerepelnek. Ezek mellett kétszárnyúakat (Diptera), lepkéket (Lepidoptera), csigákat (Gastropoda) és pókokat (Araneae) is fogyaszt. A gerinctelenekből álló étrendjét kiegészíti kisebb rágcsálókkal (Rodentia), denevérekkel (Chiroptera), madártojásokkal és fiókákkal, valamint dögökkel, főleg az utakon elütött állatok tetemeivel. A növényi eredetű tápláléka gabonákból (árpa (Hordeum vulgare), közönséges búza (Triticum aestivum) és abrakzab (Avena sativa)), gyomnövények magvaiból, a bodzák (Sambucus) és tölgyek (Quercus) terméseiből, valamint termesztett gyümölcsökből tevődik össze. Cipruson, tavasszal és nyáron lelőtt csókák zúzatartalma gabonákból, főleg búzából és ízeltlábúakból, azaz kabócákból (Cicadidae) és bogarakból állt. Táplálékának a 84%-a általában növényi eredetű, kivéve a költési időszakban, amikor is főleg rovarokkal táplálkozik. Egy Spanyolország déli részén végzett kutatásban, melyben a csókák ürülékét vizsgálták meg, jelentős mennyiségű szilícium-dioxidot és kalcium-karbonátot találtak. A csóka ezeket az anyagokat valószínűleg az emésztés megkönnyítésére és elősegítésére, valamint a kalcium pótlására nyelte le.
Mivel nagyon jól alkalmazkodik és opportunista, a csóka mindig a legjobbat veszi ki a környezetéből; mindig az adott élőhelyének a legbővebb táplálékkínálatából táplálkozik. Például, amikor a területén más madarak költenek: mezei pacsirták (Alauda arvensis), atlanti vészmadarak (Puffinus puffinus), alkák (Alca torda), lummák (Uria aalge), szürke gémek (Ardea cinerea), szirti galambok (Columba livia) és balkáni gerlék (Streptopelia decaocto), akkor a csóka eme madarak tojásait és fiókáit lopkodja el. Spanyolország északnyugati részén levő León nevű település peremvidékén található szemétdombon a kutatók megfigyelték, amint a csókák kora reggel és napnyugtakor jöttek ide táplálkozni, és ekkor különböző szintű kleptoparazitizmust mutattak. Olyan beszámoló is érkezett, mely szerint a Vajdaságban a kerecsensólyom (Falco cherrug), a villanydrótokon táplálkozó csókáktól lopott.
A csapaton belül a csókák megosztják egymás között a táplálékot; sőt a megfigyelések szerint a táplálék nélküli csóka nem is muszáj kérjen az „adományozótól”, hanem az utóbbi, megelőzve a kérést, felajánlja az „adományt”. Ezek az „adományozások” nemtől és rokonságtól függetlenek, azaz ismeretlen madarak is megosztják táplálékukat egymással. Továbbá nagyobb mértékben osztják meg azt a táplálékot, amelyet kedvelnek, mint azt, amelyik kevésbé tetszik nekik. A legtöbb madárfajnál ez a táplálékmegosztás főleg a párkeresésben és a fiókák felnevelésében játszik szerepet. A megfigyelések szerint az eurázsiai csókánál a táplálékmegosztás nagyobb mértékű, mint más táplálékmegosztó állatoknál, beleértve a csimpánzokat (Pan) is. Ennek a „jó szándéknak” az értelme még nem ismert pontosan; bár feltételezések szerint nem kapcsolódik a táplálkozáshoz, hanem a mutualizmus, azaz egyedek közötti kölcsönösen előnyös kapcsolat létrehozásában játszik szerepet. Ez a csapaton belüli kölcsönös civakodás elkerülésében is fontos lehet. Vagy talán presztízsből osztozkodnak; azaz egyes csókák megmutatják a csapaton belül, hogy mennyire ügyesek a táplálékszerzésben - ez később a párkeresésben is jól jöhet.

### Paraziták és betegségek
A csókák megtanulták, hogy a tejesember által a küszöbön hagyott műanyag tejes doboz fedelét csipegetéssel ki tudják nyitni, így a Campylobacter jejuni nevű baktérium, mely a madár ürülékében található, megfertőzheti a tejet. Így gyomor-bélhurutos (gasztroenteritisz) megbetegedések alakultak ki az északkelet-angliai Gatesheadben. A brit Egészségügyi Minisztérium azt tanácsolta, hogy semmisítsék meg ezeket a tejpalackokat, és olyanokat gyártsanak a jövőben, amiket a madarak nem tudnak felnyitni.
A spanyolországi gasztrointesztinális járvány idején a halottakat összefüggésbe hozták a csókával. A boncolások során a poliómavírus nyomaira bukkantak egy érintett madár lépjében. Úgy tűnt, hogy a betegség a szalmonella egy társbetegsége, ezért ideiglenesen varjú poliómavírusnak (CPyV) nevezték el. Egyes csókákban már kimutattak szegmentált fonalas baktériumot, azonban a kórokozó szerepe ismeretlen.
A csóka leggyakoribb parazitái a rágótetvek, mint a Corvonirmus varius varius és a Menacanthus monedulae, az atkák (Montesauria cylindrica) és az Ixodes hexagonus kullancsfaj. Továbbá a többi madárhoz hasonlóan a valódi mételyek, a galandférgek és a fonálférgek is megfertőzhetik a madarat.

## Szaporodása

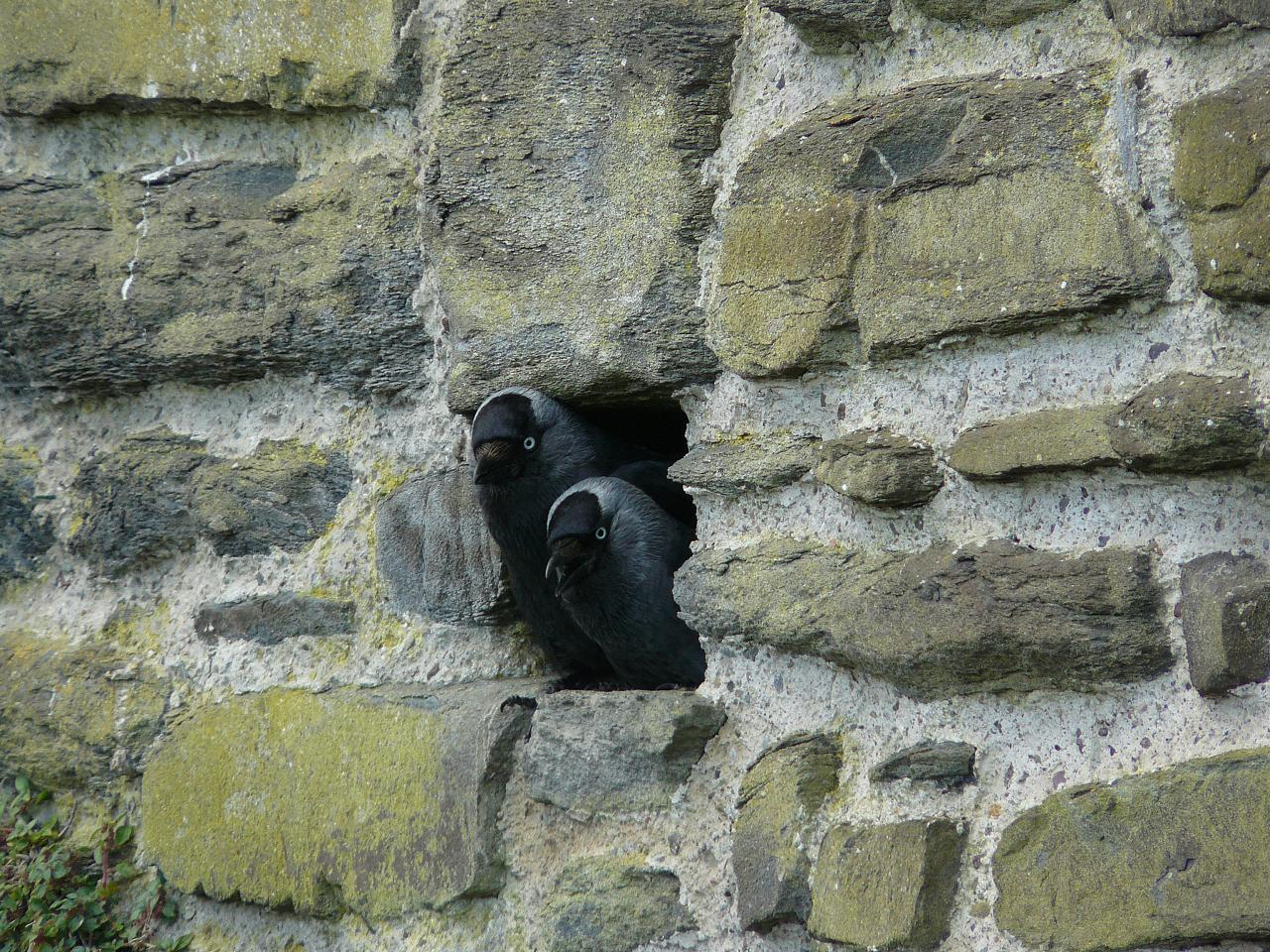
Falban fészkelő pár (Conwy Castle, Wales)

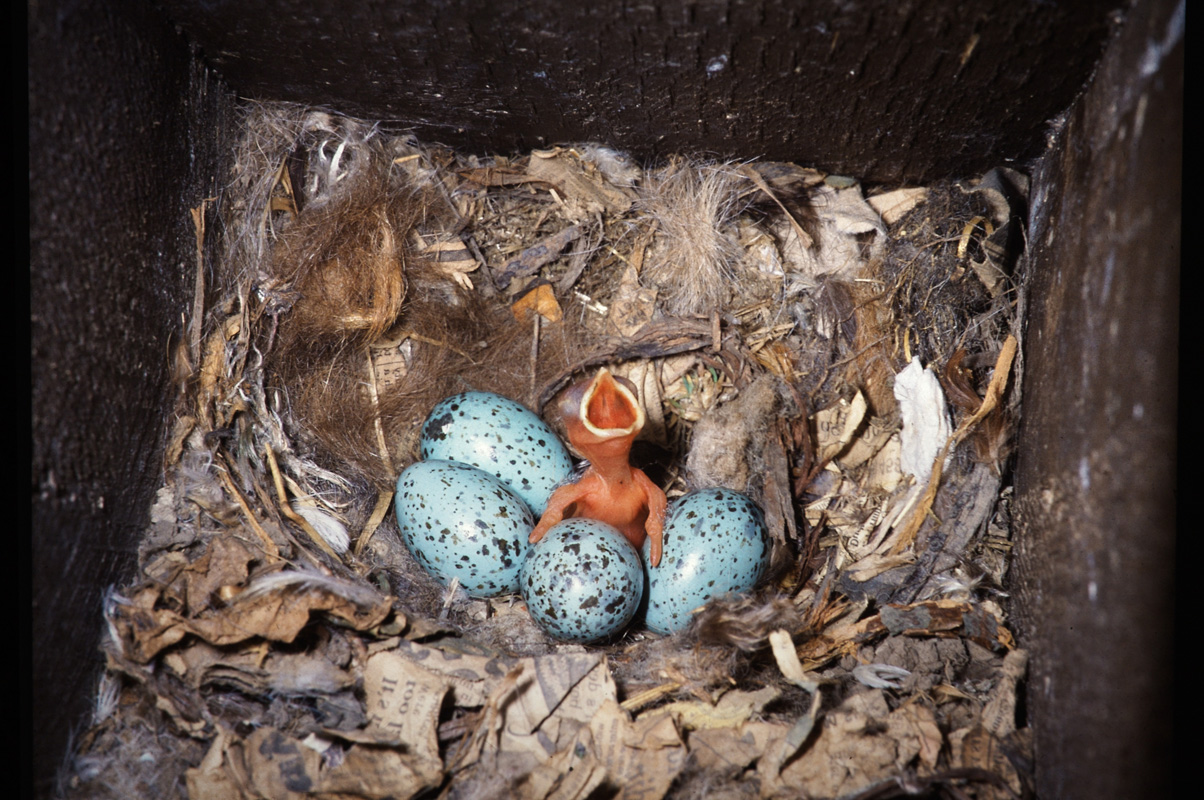
Fészek, benne tojásokkal és egy fiókával

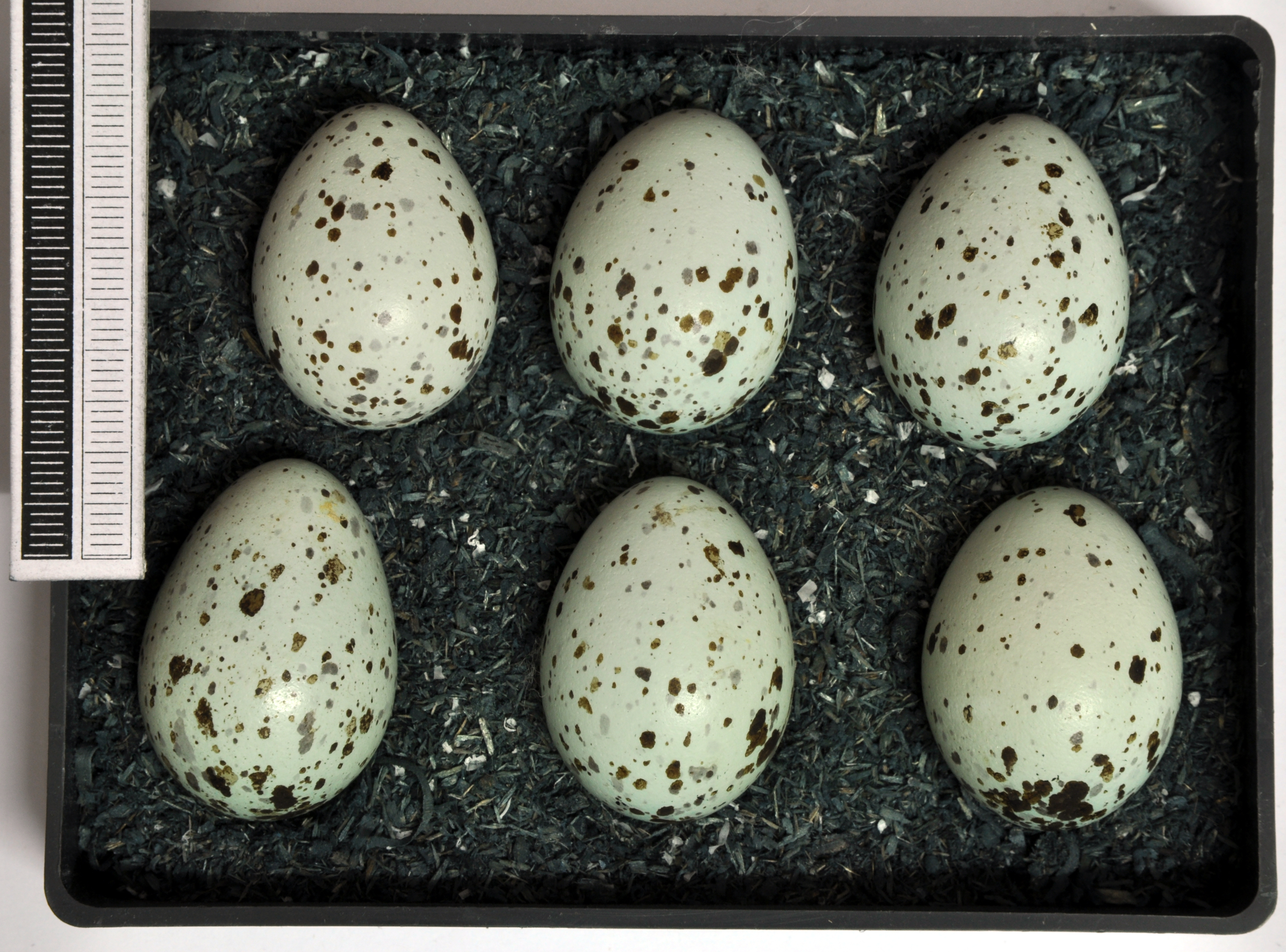
Tojások (Museum Wiesbaden)

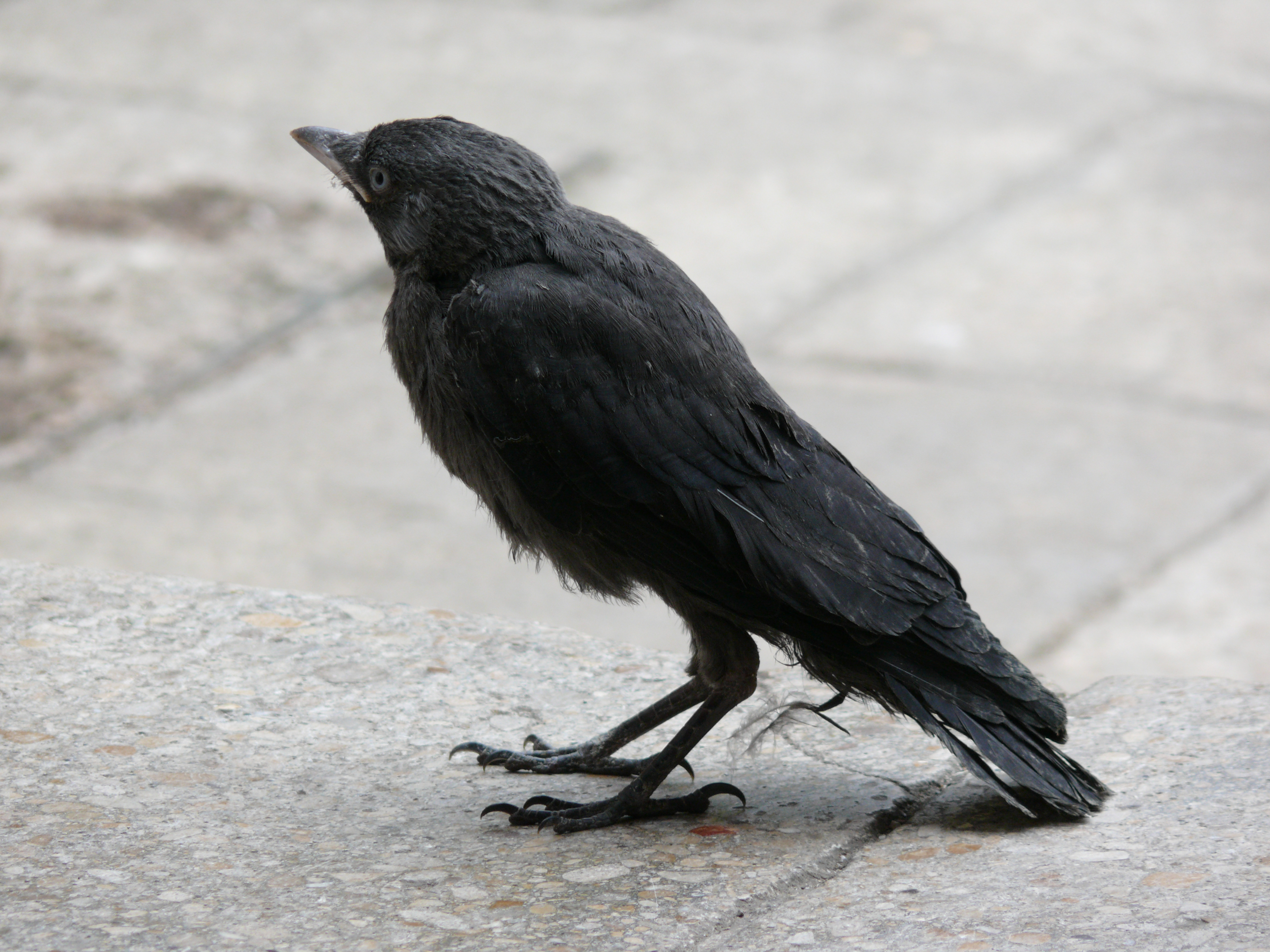
C. m. spermologus alfajbeli kirepült fióka (Dél-Anglia)

Második évében éri el az ivarérettséget. A párokon és fiókáikon végzett genetikai vizsgálatok azt mutatták, hogy a csókáknál nincsen „házasságtörés”, azaz a csókapárt alkotó madarak nem párosodnak fajuk más példányaival, még akkor sem, ha egymás után többször is sikertelen volt a fészekalj. A kapcsolat első hónapjaiban megtörténhet az elválás, viszont ha hat hónapnál tovább tart az egyezés, akkor a „házasság” életre szóló; legalábbis amíg az egyik madár elpusztul. Az özvegyen maradt csóka nem tudja egyedül felnevelni a fiókáit, és gyakran más csókák elkergetik a fészkétől és területéről.
A csóka kolóniákban költ. A fészek helyét a pár együtt választja ki, és aztán a fészket együtt építik. Mindketten, majdnem az egész év során, védelmezik más csókákkal és ragadozókkal szemben. A természetben faodvakban és sziklaoldalakra fészkel, azonban az ember mellett romházakba vagy házak kéményeibe is lerakja fészkét. Akárhol is legyen a fészek, a fő tényező az, hogy ne verje az eső és ne fújja a szél. Egy adott helyen a költő állománysűrűséget a megfelelő fészkelőhelyek száma határozza meg. A 18. században élt angol költő, William Cowper egyik versében megemlítette, hogy templomtornyokban is fészkel.
A fészeképítés első lépése az, hogy a csókapár egy természetes vagy mesterséges mélyedésbe ágacskákat dobál be, aztán erre az alapra épül a fészek. A kéményben ez nem jön jól, mivel eldugaszolja azt, továbbá a fészek a madarakkal együtt beeshet a tűzhelybe. A fészkek alapjai időnként jó nagyra nőhetnek. John Mason Neale egyszer ezt jegyezte fel: „A sekrestyés megengedte a lelkipásztornak, hogy minden az övé lehet, amit a csókák behordtak a toronyba. És ő egy alkalommal két kézi targoncányi jó tűzifát, valamint egy nagy adag eldobni való szemetet hozott el.”. Gilbert White, angol lelkész és természettudós a „The Natural History and Antiquities of Selborne” című könyvében azt írja, hogy egyszer a Stonehenge egyik vízszintes kőtömbje alatt is fészkelt csóka, míg máskor a fészkét egy üregi nyúl (Oryctolagus cuniculus) elhagyott járatába rakta le. Hollandiában többször is megfigyelték, amint a csókák sikeresen elvették a fészkelő helyet a macskabaglyoktól (Strix aluco). A csóka sikeresen magáévá teszi a fekete harkály (Dryocopus martius) és a kék galamb (Columba oenas) régi fészkeit. A szóban forgó varjúféle kolóniái sikeresen elveszik a havasi varjaktól a fészkelőhelyeket, míg tőlük a nagyobb testű rokonok, a vetési varjak, a dolmányos varjak és a szarkák orozzák el a fészkeket.
A fészket szőrrel, gyapjúval, száraz fűvel és sok egyéb anyaggal béleli ki. Más varjúféléktől eltérően a csóka tojása világosabb; továbbá a felülete sima, fényesen világoskék vagy kékeszöld, több sötét kis foltozással; a foltozások sötétbarnák, olajzöldek vagy szürkésviola színűek. A tojás mérete és tömege, bár nagyon kis mértékben, de alfajtól függően változó, például a C. m. monedula alfajé 35x24,7 milliméter és 11,1 gramm, a C. m. soemmerringii-é 34,8x25 milliméter és 11,3 gramm, míg a C. m.. spermologus nevű alfajé 35x25,2 milliméter és 11,5 gramm. A fészekalj általában 4-5 darab tojásból áll, de egy szlovákiai kutatás ennek ellentmond és e szerint 2 és 9 tojásból is állhat. A kotlást a tojó végzi és körülbelül 17-18 napig tart. A frissen kikelt fiókák teljesen csupaszok és szülőikre vannak utalva. Mindkét szülő táplálja őket. A fészekhagyás, azaz a kirepülés 28-35 nap után következik be, de körülbelül még négy, vagy annál is több hétig a szülők még etetik fiókáikat.
A kotlás mindjárt az első tojás lerakása után elkezdődik, emiatt a fiókák sorjában és nem egyszerre kelnek ki. E rendszer miatt a legutolsóként kikelt fióka gyakran elpusztul. Ez főleg akkor történik meg, amikor az adott területen a táplálékkínálat alacsony, és a szülők nem tudják megfelelően táplálni az utolsó fiókát. Ha az első fészekalj sikertelennek bizonyul, akkor csak ritkán próbálkoznak egy másodikkal.
Spanyolországban és Izraelben a pettyes kakukk (Clamator glandarius) a csóka fészekparazitája. A legfőbb fészekrablók: Spanyolországban a holló, Angliában a macskabagoly és a menyét (Mustela nivalis) és Finnországban a vándorpatkány (Rattus norvegicus). A nyuszt (Martes martes) Svédországban a magányos fészkeket rabolja ki, azonban kevesebb sikerrel jár, ha a fészek egy csókakolónia része.

## A csóka és az ember

### Kártevőirtás
A csókát egykoron vadászták, mert kártevőnek tekintették, de nem ritkították meg úgy az állományukat, mint más varjúféléknek. Az 1500-as évek elején a gyenge termés miatt VIII. Henrik angol király 1532-ben bevezette a kártevő-törvényt ("ordeyned to dystroye Choughes, Crowes and Rokes"), hogy megvédje a gabonatermést. A csóka ismert volt mint cseresznyekedvelő madár. Ezt a törvényt többször foltozgatták, I. Erzsébet angol királynő Act for the Preservation of Grayne-törvénye 1566-ban fokozott szigorral lépett fel ez ellen. A fajt azért vadászták a huszadik század közepéig, mert veszélyt jelentett a gabonatermésre és hajlamos volt haranglábakban fészkelni. Norfolk megyében irtották a leginkább. A csókákat irtották, mert más madarak fészkeit fosztogatták. Egy 2003-as disszertációban Antonia Hereth bemutatta, hogy Alfred Brehm német természettudós nem talált olyan bizonyítékot, amely szerint a csóka kártékony lenne a mezőgazdaságra nézve.
A csóka azon kevés madár egyike, melyet az Egyesült Királyságban ketrecbe zárva csaliként használnak. Más kártevő fajok, mint a szajkók, varjak, szarkák is csapdába tehetők. A meghatalmazott személyeknek meg kell felelniük A vadvilágról és vidékről szóló 1981. évi törvénynek, és nem kell bizonyítani, hogy mielőtt a csapdába tették, kártékonyak voltak. 2003-ban a csóka a célzott vadászat lehetséges fajainak listájára került az Európai Unió madárvédelmi irányelve szerint, és a Német Vadásztársaság támogatta a vadászatát. Cipruson engedélyezett a vadászata tavasszal és nyáron, mert úgy gondolják (helytelenül), hogy veszélyt jelent a gabonatermésre.

### Kulturális hatása

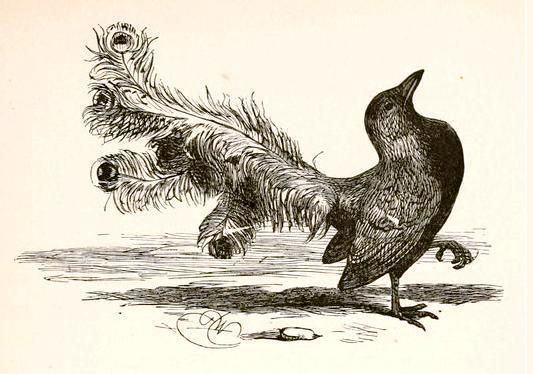
Harrison Weir illusztrációja 1881-ben, a pávatollas csóka a The Bird in Borrowed Feathers című meséből.

A csóka a katonai szlengben férfi „ember”-t jelent, jó csóka: jóravaló, rendes, kedvelt, rokonszenves személy; öreg csóka: öregkatona. Magyarországon a kötelező sorkatonai szolgálat idején ismert mondás volt: "Öreg csóka nem rakéta, ballag mint a teknősbéka." Népszerű gyermekmondóka a "Csip-csip csóka…", azonban a folytatásban szereplő "vakvarjúcska" nem a csóka, hanem a bakcsó népi elnevezése.
Az ókori görög néphagyomány szerint a csókát el lehet fogni egy olajjal teli tál segítségével. Mivel nárcisztikus lény, beleesik, miközben saját tükörképét nézi. Egy görög és római mondás szerint a „A hattyúk énekelni fognak, amikor a csókák hallgatnak”, vagyis a képzett és bölcs emberek beszélnek, aztán a bolondok csendessé válnak. A mitikus Arne Sithonis hercegnő megvesztegette a krétai Minósz királyt. Az istenek megbüntették a kapzsisága miatt, és ezért pénzsóvár csókává változtatták, aki mindig keresi a fényes dolgokat.
Bizonyos kultúrákban egy tetőn álló csóka megjósolja az új érkezőt, továbbá ha leül a tetőn vagy rászáll egy kéményre, az a halál előjele. Ha a csóka rászáll a katedrális szélkakasára, az esőt jelent. A 12. században élt Malmesburyi Vilmos krónikás egy történetet jegyzett le, amelyben miután egy nő hallotta a csóka hangját, amely hangosabb volt, mint általában, félelmében elsápadt, és eközben egy hírnöktől megtudta, hogy szörnyű csapás érte.
Egy régi cseh babona szerint, ha a csóka meglátott egy veszekedést, azt háború fogja követni, és nem épít fészket Sázavai Szent Prokop elűzése után.
A walesi kultúrában a csókát szentnek tekintik, mivel a templom lépcsőire fészkelt, amit így elkerül az ördög. Az észak-walesi Conwy városfalain belül született emberek beceneve a Csóka, mivel a madarak a városfalakon élnek. A Csóka Társaság 2011-ig létezett.
A 19. században az angliai fensi mocsaras térségben úgy hitték, hogy ha a menyasszony egy csókát látott az úton, az jó előjel volt a házasságot illetően.
A csóka szerepel az ukrán Halics nevű város ősi címerében, mivel állítólag a madár nevéből származik a város neve.

#### Videójátékok
Az Assassin’s Creed IV: Fekete Zászló egy 2013-as történelmi akció-kaland videójáték. A játék egy új sajátsága a Jackdaw („Csóka”) nevű hajó, melynek a játékos a kapitánya. A Jackdaw bővíthető a játék folyamán, és könnyen hozzáférhető, ha a játékosnak szüksége van rá. Az Eve Online egy űrben játszódó videójáték, amelyben Jackdaw, azaz „csóka” osztályú taktikai rombolók is szerepet kapnak.

## Fordítás
- Ez a szócikk részben vagy egészben  a   Western jackdaw című angol Wikipédia-szócikk ezen változatának fordításán alapul.  Az eredeti cikk szerkesztőit annak laptörténete sorolja fel. Ez a jelzés csupán a megfogalmazás eredetét és a szerzői jogokat jelzi, nem szolgál a cikkben szereplő információk forrásmegjelöléseként.
- Ez a szócikk részben vagy egészben  a   Dohle című német Wikipédia-szócikk ezen változatának fordításán alapul.  Az eredeti cikk szerkesztőit annak laptörténete sorolja fel. Ez a jelzés csupán a megfogalmazás eredetét és a szerzői jogokat jelzi, nem szolgál a cikkben szereplő információk forrásmegjelöléseként.